# Alfred M. Freudenthal
Alfred Martin Freudenthal (* 12. Februar 1906 in Stryj, Österreich-Ungarn; † 27. September 1977 in Maryland) war ein US-amerikanischer Ingenieurwissenschaftler für Mechanik.

## Leben
Freudenthal studierte Bauingenieurwesen in Prag (Abschluss 1929) und Lemberg (Abschluss 1932) und wurde 1930 an der Deutschen Universität Prag mit einer Arbeit über Plastizitätstheorie promoviert. Danach arbeitete er im konstruktiven Ingenieurbau, unter anderem wandte er die Plastizitätstheorie im Stahlbetonbau an und untersuchte das Kriechen von Beton bei weitgespannten Bögen (unabhängig von Franz Dischinger). 1935 wanderte er nach Palästina aus, wo er 1936 bis 1946 leitender Ingenieur bei einem Hafenbauprojekt bei Tel Aviv war und ab 1936 Dozent und später Professor für Brückenbau am Hebrew Institute of Technology in Haifa. 1947 ging er als Gastprofessor an die University of Illinois (er erhielt die Einladung nach der Veröffentlichung einer Arbeit über die statistische Theorie der Materialermüdung) und ab 1949 war er Professor für Bauingenieurwesen an der Columbia University. 1953 erhielt er die US-amerikanische Staatsbürgerschaft. 1969 wurde er Professor für Civils and Material Engineering an der George Washington University und Direktor des dortigen Institute for the Study of Fatigue and Structural Reliability, das ursprünglich 1962 an der Columbia University von Freudenthal gegründet worden war und das er mit an die George Washington University nahm.
Er wurde insbesondere für Untersuchungen von Ermüdungseigenschaften von Metallen und anderen Werkstoffen und für Methoden zur Beurteilung der sich daraus ergebenden Zuverlässigkeitsprobleme bekannt.
Er erhielt zweimal die Norman Medal der American Society of Civil Engineers, er erhielt die Von-Karman-Medaille (1971) und die Medaille der Schwedischen Aeronautischen Gesellschaft. 1976 wurde er in die National Academy of Engineering gewählt.

## Alfred M. Freudenthal Medal
1975 stiftete die American Society for Civil Engineers ihm zu Ehren die Freudenthal Medal. Sie wird von der ASCE in geraden Jahren für Studien zu Sicherheit und Zuverlässigkeit im Bauingenieurwesen vergeben. Preisträger waren:
- 1976 Emilio Rosenblueth
- 1978 Masanobu Shinozuka
- 1980 Jack R. Benjamin
- 1982 Alfredo H-S. Ang
- 1984 Y. K. Lin
- 1986 Joseph Penzien
- 1988 C. Allin Cornell
- 1990 James T. P. Yao
- 1992 Pol D. Spanos
- 1994 Thomas K. Caughey
- 1996 Alfred M. Crandall
- 1999 Vladimir V. Bolotin
- 2000 Loren D. Lutes
- 2002 Mircea D. Grigoriu
- 2004 Ove Ditlevsen
- 2006 Armen Der Kiureghian
- 2008 Rüdiger Rackwitz
- 2010 Arvid Naess
- 2012 Erik Vanmarcke
- 2014 Jie Li
- 2016 Bruce R. Ellingwood
- 2018 Zdenek P. Bazant
- 2020 Dan M. Frangopol

## Schriften
- mit anderen: Probabilistische Methoden im konstruktiven Ingenieurbau, Vulkan Verlag Classen 1976
- Introduction to the mechanics of solids, Wiley 1966
- Inelastic behaviour of engineering materials and structures, Wiley 1950 (deutsche Übersetzung: Inelastisches Verhalten von Werkstoffen, Verlag Technik, Berlin 1955)
- Herausgeber Fatigue in Aircraft Structures (Konferenz Columbia University 1956), Academic Press 1956
- Herausgeber International Conference on Structural Safety and Reliability (Smithsonian 1969), Pergamon Press 1972
- Selected Papers, American Society of Civil Engineers 1981
- mit Hilda Geiringer The mathematical theory of the inelastic continuum, in Siegfried Flügge (Hrsg.) Handbook of Physics, Band 6, Elasticity and Plasticity, Springer Verlag 1958
- Fatigue, in Siegfried Flügge (Hrsg.) Handbook of Physics, Band 6, Elasticity and Plasticity, Springer Verlag 1958